# Барисонс, Петерис
Петерис Барисонс (латыш. Pēteris Barisons, в советской литературе Петерис Мартынович Барисон; 5 (18) апреля 1904, усадьба Скудрас, Селпилсская волость — 13 июля 1947, Селпилсская волость) — латвийский композитор и музыкальный педагог.

## Биография
Интерес мальчика к музыке заметил его дядя Петерис Скудра, под его руководством Барисонс научился играть на скрипке и гитаре и др. В начале Первой мировой войны семья была вынуждена эмигрировать. В мае 1918 года, по возвращении на родину, Барисонс обнаружил когда-то цветущий сад его родного дома изрытый окопами и бомбёжками. Окончил Фонологический институт Э. Вигнера (Рига, 1928) и Латвийскую консерваторию (1934), ученик Язепса Витола (композиция), Игнаца Вагхальтера и Яниса Медыньша (дирижирование).
В 1933—1936 гг. работал суфлёром в Латвийской национальной опере. В сезоне 1936—1937 гг. дирижировал там же, в дальнейшем дирижировал летними концертами в Елгаве и Юрмале. Летнее время проводил в родительском доме в Селпилсской волости, сочиняя музыку в полном уединении.
С 1936 г. преподавал в Латвийской консерватории, в 1941 г. заведующий кафедрой хорового дирижирования, с 1943 г. экстраординарный профессор, с 1945 г. профессор. С 1944 г. декан композиторского факультета. Член Союза композиторов Латвии с 1944 года.

## Творчество
Наибольшей популярностью пользуются хоровые сочинения Барисонса; их отличает «приподнятое лирическое настроение и порой доходящая до экстаза образность». Одна из ранних песен Барисонса получила премию Восьмого Праздника песни и танца (1933). Одна из последних работ Барисонса, хор «Нынче песне день великий» (латыш. Dziesmai šodien liela diena; 1947), написанный на стихотворение Арвида Скалбе, выигравшее вселатвийский конкурс, — первая новая песня, исполненная на Десятом Празднике песни и танца (первом в советское время); это произведение на долгие годы стало неофициальным гимном Праздника.

## Произведения
- Для симфонического оркестра:
  - 1933 — Andante cantabile
  - 1933 — Скерцо
  - 1935 — Симфония № 1 ля мажор
  - 1935 — Три прелюдии
  - 1936 — «Трагическая поэма»
  - 1935—1936 — Симфоническая картина «Лиго»
  - 1937 — Симфоническая сюита «Гирлянда цветов» (латыш. Ziedu vija)
  - 1939 — Симфония № 2 «Романтическая» ми бемоль мажор
  - 1945 — «Латвийская рапсодия» для фортепиано с оркестром
  - 1943—1946 — Симфоническая сюита «Утро детства» (латыш. Bērnības rīti)
  - 1947 — Праздничная увертюра (не окончена)
  - 1947 — Симфония № 3 фа минор (не окончена)
- Вокально-симфонические работы
  - 1933 — «Светлый час» (латыш. Gaišā stunda), песня для смешанного хора и оркестра
  - 1937—1938 — «Чудесная страна» (латыш. Brīnumzeme), кантата для сопрано, баритона, смешанного хора и оркестра (слова Я. Акуратера)
  - 1944 — «Остров смерти» (латыш. Nāves sala), оратория-баллада для сопрано, баритона, смешанного хора и оркестра (слова Я. Акуратера)

## Память
В родном доме композитора в 1974 году открыт музей. В 2007 году под названием «По течениям прошлого» (латыш. Pa pagātnes tekām) издан дневник, который композитор вёл с 11-летнего возраста до конца жизни (книгу составил сын композитора Гунарс Барисонс).